# Marcus Fabius Quintilianus
Marcus Fabius Quintilianus (±35 - ±100) was een Romeins retoricus wiens De Institutione oratoria nog steeds geldt als een standaardwerk op het gebied van de retorica (kunst der welsprekendheid) en de pedagogiek. Soms wordt hij ook wel de tweede Cicero genoemd.

## Leven en werk
Quintilianus werd geboren rond het jaar 35 in Calagurris, dat tegenwoordig Calahorra heet en in Spanje ligt. Zijn vader was eveneens rhetor (leraar in de welsprekendheid). Hij kreeg zijn opleiding in Rome van onder meer Gnaius Domitius Afer. Enige tijd na de dood van Domitius Afer keerde hij terug naar Spanje en werd er advocaat. Met Galba, die een poging deed om keizer van Rome te worden, trok hij in 68 naar Rome. Galba's poging slaagde, maar hij kwam een half jaar later, in 69, bij een staatsgreep om het leven.
Na Galba's dood bleef Quintilianus in Rome. In 71 werd hij hoogleraar in de retorica. Deze leerstoel was door keizer Vespasianus ingesteld en werd goed betaald. Tot zijn leerlingen behoorde Plinius de Jongere en mogelijk ook Tacitus. Vespasianus benoemde hem bovendien ook tot consul. Hij stopte met pleiten en lesgeven in 88. In 90 werd hij benoemd tot leraar van Domitianus' achterneven en opvolgers. Daarna wijdde hij zich aan het schrijven van zijn handboek Institutio Oratoria. In zijn persoonlijk leven was hij weinig gelukkig: zijn vrouw en 2 zonen overleden allemaal jong.
Institutio Oratoria is een 12-delig boek, gepubliceerd in 95, waarin praktische tips voor retorica en pedagogiek gegeven worden. Zo bespreekt hij thema's als tweetaligheid, luidop lezen, slaan en de voordelen van het openbare onderwijs. Naast dit werk is er weinig bewaard gebleven. Een vroeger werk De Causis Corruptae Eloquentiae ging compleet verloren. Twee werken, de Declamationes Majores en de Declamationes Minores, worden ook aan hem toegeschreven, maar het is waarschijnlijk dat ze geschreven zijn door een van zijn leerlingen.
In de middeleeuwen waren er van de Institutio oratoria alleen versies in omloop waarvan grote delen ontbraken. Poggio Bracciolini ontdekte in 1416 een volledig werk in een klooster in Sankt Gallen. Het ontdekken van de volledige tekst leidde tot een enorme stijging van de populariteit van Quintilianus en hij heeft veel humanisten beïnvloed.

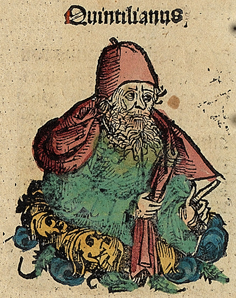
Afbeelding van Quintilianus in de Kroniek van Neurenberg (1493)
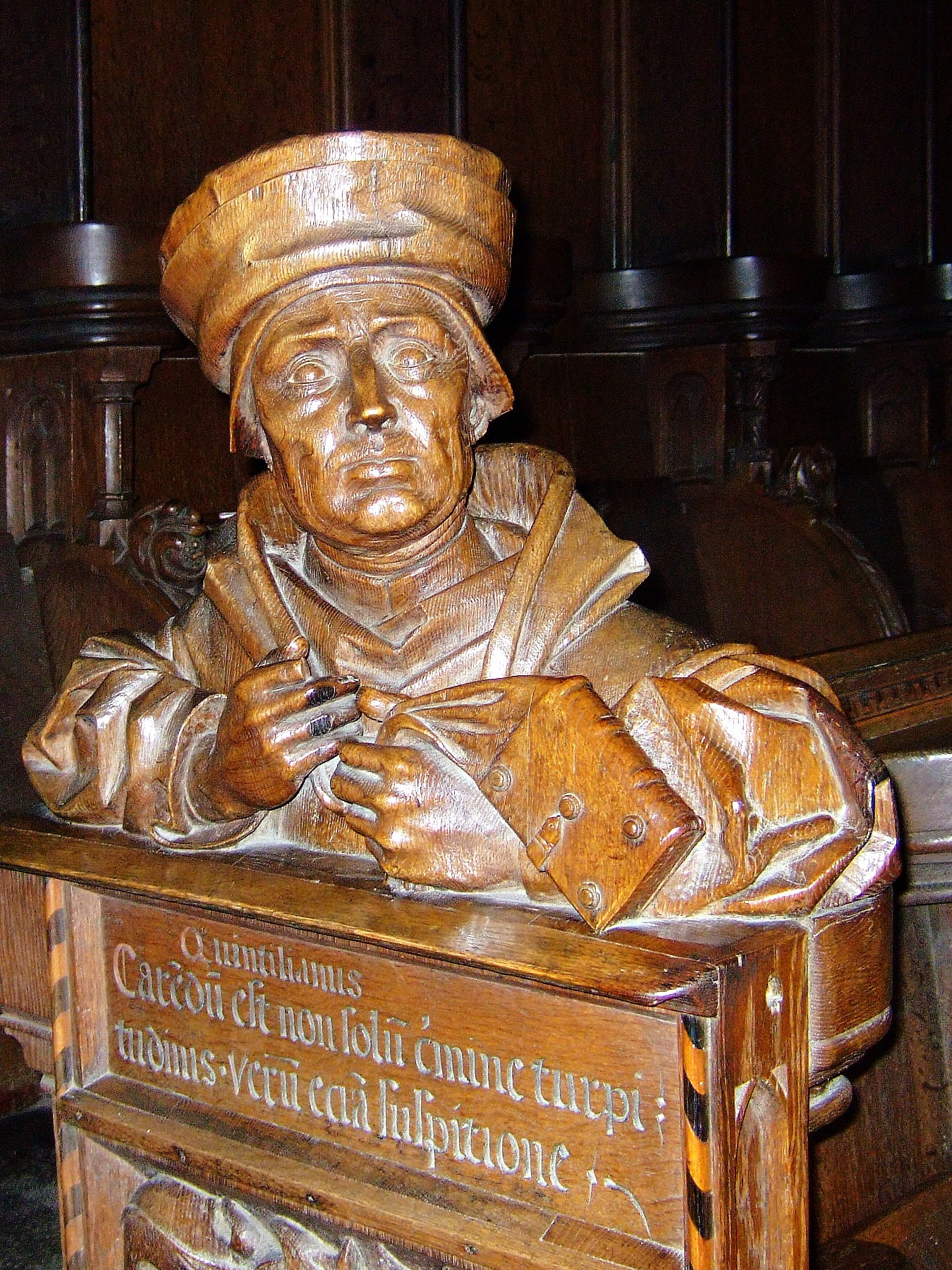
Detail van het koorgestoelte in de Munster van Ulm

## Trivia
- Het citaat Vir bonus, dicendi peritus[2] wordt vaak toegeschreven aan Quintilianus. Het is echter een verwijzing naar Cato.